# Hungerford (Berkshire)
Hungerford is een civil parish in het bestuurlijke gebied West Berkshire en in het graafschap Berkshire. De plaats telt 5767 inwoners (2011).

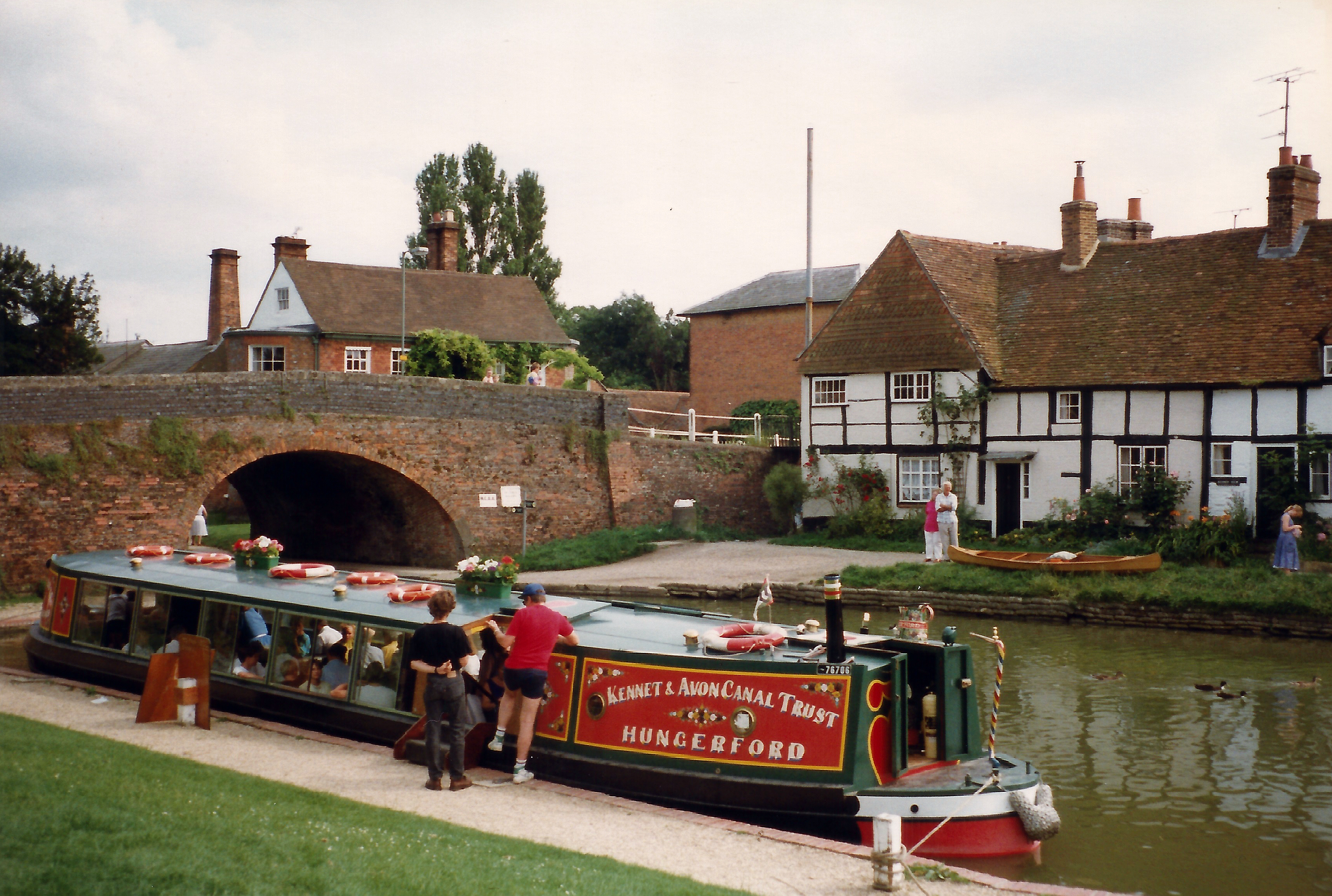
Kennet and Avonkanaal
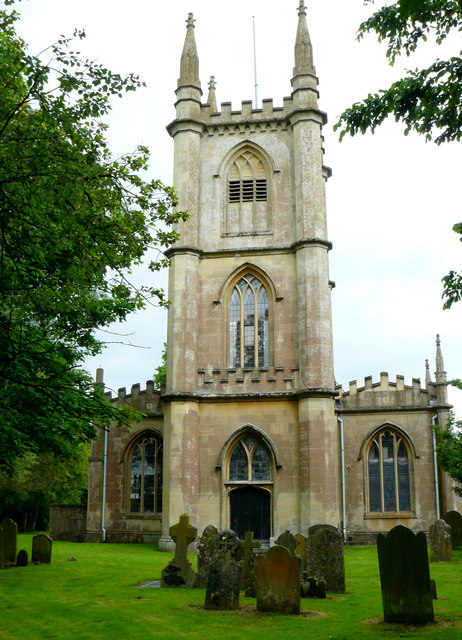
Kerk van St Lawrence

## Geboren in Hungerford
- Will Young (1979), zanger
- Adam Brown (1981), acteur
- Charlie Austin (1989), voetballer

## Overleden in Hungerford
- Jethro Tull (1674-1741), landbouwwetenschapper